# 博马里斯
博马里斯是位於英國威爾斯安格爾西島上的一座城鎮，曾是皇家自治城市，当地人口约两千。波馬利斯的歷史可以追溯至1295年。

## 外部連結
- A Vision of Britain Through Time （页面存档备份，存于）
- Beaumaris Lifeboat （页面存档备份，存于）
- Beaumaris Official Website
- British Listed Buildings （页面存档备份，存于）
- Flickr: Beaumaris （页面存档备份，存于）
- Genuki （页面存档备份，存于）
- Geograph （页面存档备份，存于）
- Office for National Statistics